# Liste der Lieder von Halsey
Dies ist eine Liste der aufgenommenen und veröffentlichten Lieder der US-amerikanischen Popsängerin Halsey. Die Titel sind alphabetisch sortiert. Sie gibt Auskunft über die Urheber und auf welchem Tonträger die Komposition erstmals zu finden ist.

## Eigenkompositionen

### #
| Titel                                         | Autoren                                                                    | Album                              | Jahr |
| --------------------------------------------- | -------------------------------------------------------------------------- | ---------------------------------- | ---- |
| 100 Letters                                   | Ashley Frangipane, Eric Frederic                                           | Hopeless Fountain Kingdom          | 2017 |
| 1121                                          | Ashley Frangipane, Trent Reznor, Atticus Ross, Johnathan Carter Cunningham | If I Can't Have Love, I Want Power | 2021 |
| 11 Minutes (mit Yungblud feat. Travis Barker) | Ashley Frangipane, Dominic Harrison, Matt Schwartz, Brynley Rose Plumb     | —                                  | 2019 |
| 3AM                                           | Ashley Frangipane, Greg Kurstin                                            | Manic                              | 2020 |
| 929                                           | Ashley Frangipane, Johnathan Carter Cunningham, Jasper Sheff               | Manic                              | 2020 |
| ¿ (Bring Me the Horizon feat. Halsey)         | Ashley Frangipane, Oliver Sykes, Jordan Fish                               | Music to Listen To...              | 2019 |

### A
| Titel                                       | Autoren | Album                     | Jahr |
| ------------------------------------------- | --- | ------------------------- | ---- |
| Alanis' Interlude (feat. Alanis Morissette) | Ashley Frangipane, Alanis Morissette, Peder Losnegård, Mike Farrell, Jesse Lacey, Vincent Accardi, Brian Lane, Garrett Tierney, Derrick Sherman                                     | Manic                     | 2020 |
| Alone (feat. Big Sean & Stefflon Don)       | Ashley Frangipane, Eric Frederic, Dan Wilson, Josh Carter, Anthony Hester Ashley Frangipane, Eric Frederic, Dan Wilson, Josh Carter, Anthony Hester, Sean Anderson, Stephanie Allen | Hopeless Fountain Kingdom | 2017 |
| Alone (feat. Big Sean & Stefflon Don)       | Hopeless Fountain Kingdom | 2017                      |      |
| Angel on Fire                               | Ashley Frangipane, Greg Kurstin | Hopeless Fountain Kingdom | 2017 |
| Ashley                                      | Ashley Frangipane, Brenton Duvall, Benjamin Levin, Magnus August Høiberg, Alex Young                                                                                                | Manic                     | 2020 |

### B
| Titel                    | Autoren | Album                              | Jahr |
| ------------------------ | --- | ---------------------------------- | ---- |
| Bad at Love              | Ashley Frangipane, Eric Frederic, Justin Tranter, Rogét Chahayed                                                         | Hopeless Fountain Kingdom          | 2017 |
| Be Kind (mit Marshmello) | Ashley Frangipane, Amy Allen, Freddy Wexler, Gian Stone, Christopher Comstock                                            | Manic                              | 2020 |
| Bells in Santa Fe        | Ashley Frangipane, Trent Reznor, Atticus Ross, Johnathan Carter Cunningham                                               | If I Can't Have Love, I Want Power | 2021 |
| Boy with Luv (mit BTS)   | Ashley Frangipane, Pdogg, RM, Melanie Joy Fontana, Michel „Lindgren“ Schulz, „Hitman“ Bang, Suga, Emily Weisband, J-Hope | Map of the Soul: Persona           | 2019 |

### C
| Titel                         | Autoren                                                                                 | Album    | Jahr |
| ----------------------------- | --------------------------------------------------------------------------------------- | -------- | ---- |
| Castle                        | Ashley Frangipane, Peder Losnegård                                                      | Badlands | 2015 |
| Clementine                    | Ashley Frangipane, Johnathan Carter Cunningham, Jasper Sheff                            | Manic    | 2020 |
| Closer (mit The Chainsmokers) | Ashley Frangipane, Andrew Taggart, Shaun Frank, Frederic Kennett, Isaac Slade, Joe King | Collage  | 2016 |
| Colors                        | Ashley Frangipane, Dylan Bauld                                                          | Badlands | 2015 |
| Colors Pt. II                 | Ashley Frangipane, Dylan Bauld                                                          | Badlands | 2015 |
| Coming Down                   | Ashley Frangipane, Justyn Pilbrow                                                       | Badlands | 2015 |
| Control                       | Ashley Frangipane, Roy Kerr, Tim Bran                                                   | Badlands | 2015 |

### D
| Titel                                          | Autoren                                                                                               | Album                              | Jahr |
| ---------------------------------------------- | --- | ---------------------------------- | ---- |
| Damage (mit PartyNextDoor)                     | Ashley Frangipane, Jahron Brathwaite, Adam Feeney, Tyler Williams                                     | Seven Days                         | 2017 |
| Darling                                        | Ashley Frangipane, Trent Reznor, Atticus Ross, Johnathan Carter Cunningham                            | If I Can't Have Love, I Want Power | 2021 |
| Devil in Me                                    | Ashley Frangipane, Greg Kurstin, Sia Furler                                                           | Hopeless Fountain Kingdom          | 2017 |
| Die for Me (Post Malone feat. Future & Halsey) | Ashley Frangipane, Austin Post, Nayvadius Wilburn, Louis Bell, Andrew Watt, Nathan Perez, Billy Walsh | Hollywood's Bleeding               | 2019 |
| Dominic's Interlude (mit Dominic Fike)         | Ashley Frangipane, Dominic Fike, Peder Losnegård, Andrew Jackson, Duck Blackwell                      | Manic                              | 2020 |
| Don't Play                                     | Ashley Frangipane, Peder Losnegård                                                                    | Hopeless Fountain Kingdom          | 2017 |
| Drive                                          | Ashley Frangipane, Tim Anderson                                                                       | Badlands                           | 2015 |

### E
| Titel                                   | Autoren                                                                                  | Album                              | Jahr |
| --------------------------------------- | ---------------------------------------------------------------------------------------- | ---------------------------------- | ---- |
| Earth (mit Lil Dicky & Various Artists) | Benjamin Levin, David Burd, Jamil Chammas, Josh Coleman, Magnus August Høiberg           | —                                  | 2019 |
| Easier than Lying                       | Ashley Frangipane, Trent Reznor, Atticus Ross, Johnathan Carter Cunningham               | If I Can't Have Love, I Want Power | 2021 |
| Eastside (mit Benny Blanco & Khalid)    | Ashley Frangipane, Benny Blanco, Nathan Perez, Khalid Robinson, Ed Sheeran               | Friends Keep Secrets               | 2018 |
| Empty Gold                              | Ashley Frangipane, Andy Tongren, Dylan Scott, Christian Medice                           | Room 93                            | 2014 |
| Experiment on Me                        | Ashley Frangipane, Peter Morén, John Eriksson, Bjoern Yttling, Jordan Fish, Oliver Sykes | Birds of Prey: The Album           | 2020 |
| Eyes Closed                             | Ashley Frangipane, Benjamin Levin, Magnus August Høiberg, Nathan Perez, Abel Tesfaye     | Hopeless Fountain Kingdom          | 2017 |

### F
| Titel                                                | Autoren                                                                                 | Album                  | Jahr |
| ---------------------------------------------------- | --------------------------------------------------------------------------------------- | ---------------------- | ---- |
| Finally // Beautiful Stranger                        | Ashley Frangipane, Greg Kurstin                                                         | Manic                  | 2020 |
| Forever ... (Is a Long Time)                         | Ashley Frangipane, Peder Losnegård, Benjamin Levin, Magnus August Høiberg, Nathan Perez | Manic                  | 2020 |
| Forget Me Too (Machine Gun Kelly feat. Halsey)       | Ashley Frangipane, Colson Baker, Nicholas Alex Long, Travis Barker, Omer Fedi           | Tickets to My Downfall | 2020 |
| Free Love (mit Vic Mensa, Le1f, Lil B & Malik Yusef) | —                                                                                       | —                      | 2016 |

### G
| Titel         | Autoren | Album                              | Jahr |
| ------------- | --- | ---------------------------------- | ---- |
| Gasoline      | Ashley Frangipane, Peder Losnegård                                                                            | Badlands                           | 2015 |
| Ghost         | Ashley Frangipane, Dylan Scott Quagliato                                                                      | Room 93                            | 2014 |
| Girl Is a Gun | Ashley Frangipane, Trent Reznor, Atticus Ross, Johnathan Carter Cunningham                                    | If I Can't Have Love, I Want Power | 2021 |
| Good Mourning | Ashley Frangipane, Peder Losnegård                                                                            | Hopeless Fountain Kingdom          | 2017 |
| Graveyard     | Ashley Frangipane, Amy Allen, Jon Bellion, Louis Bell, Jordan K. Johnson, Stefan Johnson, Mark „Oji“ Williams | Manic                              | 2019 |

### H
| Titel                                   | Autoren | Album                              | Jahr |
| --------------------------------------- | --- | ---------------------------------- | ---- |
| Hands (mit Various Artists for Orlando) | Justin Tranter, Julia Michaels, BloodPop                                                                                          | Map of the Soul: Persona           | 2016 |
| Haunting                                | Ashley Frangipane, Charlie Hugall, Rob Tortelli, Chris Hugall                                                                     | Badlands                           | 2015 |
| Heaven in Hiding                        | Ashley Frangipane, Greg Kurstin                                                                                                   | Hopeless Fountain Kingdom          | 2017 |
| Him & I (mit G-Eazy)                    | Ashley Frangipane, Jim Lavigne, Dakarai Gwitira, Madison Love, Joe Khajadourian, Edgar Machuca, Alexander Schwartz, Gerald Gillum | The Beautiful & Damned             | 2017 |
| Hold Me Down                            | Ashley Frangipane, Joseph Khajadourian, Alex Schwartz, Ryan Lott                                                                  | Badlands                           | 2015 |
| Honey                                   | Ashley Frangipane, Trent Reznor, Atticus Ross, Johnathan Carter Cunningham                                                        | If I Can't Have Love, I Want Power | 2021 |
| Hopeless (feat. Cashmere Cat)           | Ashley Frangipane, Benjamin Levin, Magnus August Høiberg, Joshua Coleman                                                          | Hopeless Fountain Kingdom          | 2017 |
| Hurricane                               | Ashley Frangipane, Tim Anderson                                                                                                   | Room 93                            | 2014 |

### I
| Titel                       | Autoren | Album                              | Jahr |
| --------------------------- | --- | ---------------------------------- | ---- |
| I Am Not a Woman, I'm a God | Ashley Frangipane, Trent Reznor, Atticus Ross, Johnathan Carter Cunningham                                                           | If I Can't Have Love, I Want Power | 2021 |
| I Hate Everybody            | Ashley Frangipane, Peder Losnegård, Benjamin Levin, Magnus August Høiberg, Nathan Perez, Sarah Aarons, Noonie Bao, Finneas O’Connell | Manic                              | 2020 |
| I'm Not Mad                 | Ashley Frangipane, Johnathan Carter Cunningham                                                                                       | Manic                              | 2020 |
| Is There Somewhere          | Ashley Frangipane | Room 93                            | 2014 |

### K
| Titel        | Autoren | Album | Jahr |
| ------------ | --- | ----- | ---- |
| Killing Boys | Ashley Frangipane, Benjamin Levin, Magnus August Høiberg, Nathan Perez, Johnathan Carter Cunningham, Nate Ruess | Manic | 2020 |

### L
| Titel                                                 | Autoren                                                                    | Album                              | Jahr |
| ----------------------------------------------------- | -------------------------------------------------------------------------- | ---------------------------------- | ---- |
| Lie (feat. Quavo)                                     | Ashley Frangipane, Peder Losnegård, Quavious Marshall                      | Hopeless Fountain Kingdom          | 2017 |
| Life's a Mess (mit Juice Wrld)                        | Ashley Frangipane, Jarad Higgins, Ryan Vojesak, Masamune Kudo              | Legends Never Die                  | 2020 |
| Lilith                                                | Ashley Frangipane, Trent Reznor, Atticus Ross, Johnathan Carter Cunningham | If I Can't Have Love, I Want Power | 2021 |
| Love Is Madness (Thirty Seconds to Mars feat. Halsey) | Ashley Frangipane, Jared Leto                                              | America                            | 2018 |

### M
| Titel | Autoren | Album | Jahr |
| ----- | --- | ----- | ---- |
| More  | Ashley Frangipane, Peder Losnegård, Benjamin Levin, Magnus August Høiberg, Ammar Malik, Andrew Wells, Dave Lubben, Kevin Snevely | Manic | 2020 |

### N
| Titel               | Autoren | Album                                                   | Jahr |
| ------------------- | --- | ------------------------------------------------------- | ---- |
| New Americana       | Ashley Frangipane, Larzz Principato, Chandra Uber, James Mtume | Badlands                                                | 2015 |
| Nightmare           | Ashley Frangipane, Benjamin Levin, Elena Kiper, Magnus Høiberg, Ivan Shapovalov, Martin Kierszenbaum, Nathan Perez, Sergio Galoyan, Trevor Horn, Valerij Polienko | If I Can't Have Love, I Want Power                      | 2019 |
| Nightmare (Reprise) | Ashley Frangipane, Benjamin Levin, Elena Kiper, Magnus Høiberg, Ivan Shapovalov, Martin Kierszenbaum, Nathan Perez, Sergio Galoyan, Trevor Horn, Valerij Polienko | If I Can't Have Love, I Want Power                      | 2021 |
| Not Afraid Anymore  | Ashley Frangipane, Jason Quenneville, Nasri Atweh, Adam Messinger                                                                                                 | Fifty Shades Darker: Original Motion Picture Soundtrack | 2017 |
| Now or Never        | Ashley Frangipane, Benjamin Levin, Magnus August Høiberg, Nathan Perez, Brittany Hazzard                                                                          | Hopeless Fountain Kingdom                               | 2017 |

### P
| Titel                 | Autoren                                                     | Album                              | Jahr |
| --------------------- | ----------------------------------------------------------- | ---------------------------------- | ---- |
| People Disappear Here | Ashley Frangipane, Trent Reznor, Atticus Ross, Greg Kurstin | If I Can't Have Love, I Want Power | 2021 |

### R
| Titel         | Autoren                                          | Album    | Jahr |
| ------------- | ------------------------------------------------ | -------- | ---- |
| Roman Holiday | Ashley Frangipane, Ryan McMahon, Benjamin Berger | Badlands | 2015 |

### S
| Titel                             | Autoren                                                                   | Album                     | Jahr |
| --------------------------------- | ------------------------------------------------------------------------- | ------------------------- | ---- |
| Sorry                             | Ashley Frangipane, Greg Kurstin                                           | Hopeless Fountain Kingdom | 2017 |
| Still Learning                    | Ashley Frangipane, Louis Bell, Fred Gibson, Ed Sheeran, Romy Madley Croft | Manic                     | 2020 |
| Strange Love                      | Ashley Frangipane, Jim Eliot, Tim Larcombe                                | Badlands                  | 2015 |
| Strangers (feat. Lauren Jauregui) | Ashley Frangipane, Greg Kurstin                                           | Hopeless Fountain Kingdom | 2017 |
| Suga's Interlude (feat. Suga)     | Ashley Frangipane, Min Yoon-gi, Peder Losnegård                           | Manic                     | 2020 |

### T
| Titel                                    | Autoren | Album                              | Jahr |
| ---------------------------------------- | --- | ---------------------------------- | ---- |
| The Feeling (Justin Bieber feat. Halsey) | Ashley Frangipane, Justin Bieber, Sonny Moore, Ian Kirkpatrick, Sarah Hudson, Julia Michaels, Clarence Coffee, Jr. | Purpose                            | 2015 |
| The Lighthouse                           | Ashley Frangipane, Trent Reznor, Atticus Ross, Johnathan Carter Cunningham                                         | If I Can't Have Love, I Want Power | 2021 |
| The Other Girl (mit Kelsea Ballerini)    | Ashley Frangipane, Benny Blanco, Nathan Perez, Khalid Robinson, Ed Sheeran                                         | Kelsea                             | 2020 |
| The Prologue                             | Ashley Frangipane, Peder Losnegård, Chris Braide                                                                   | Hopeless Fountain Kingdom          | 2017 |
| The Tradition                            | Ashley Frangipane, Trent Reznor, Atticus Ross, Greg Kurstin                                                        | If I Can't Have Love, I Want Power | 2021 |
| Tokyo Narita (Freestyle) (mit Lido)      | Ashley Frangipane, Peder Losnegård                                                                                 | —                                  | 2016 |
| Trouble                                  | Ashley Frangipane, Chris Braide                                                                                    | Room 93                            | 2014 |

### W
| Titel            | Autoren | Album                              | Jahr |
| ---------------- | --- | ---------------------------------- | ---- |
| Walls Could Talk | Ashley Frangipane, Peder Losnegård                                                                           | Hopeless Fountain Kingdom          | 2017 |
| Whispers         | Ashley Frangipane, Trent Reznor, Atticus Ross, Johnathan Carter Cunningham                                   | If I Can't Have Love, I Want Power | 2021 |
| Wipe Your Tears  | Ashley Frangipane, Johnathan Carter Cunningham                                                               | Manic                              | 2020 |
| Without Me       | Ashley Frangipane, Justin Timberlake, Timothy Mosley, Scott Storch, Louis Bell, Amy Allen, Brittany Amaradio | Manic                              | 2018 |

### Y
| Titel              | Autoren                                                                    | Album                              | Jahr |
| ------------------ | -------------------------------------------------------------------------- | ---------------------------------- | ---- |
| Ya'aburnee         | Ashley Frangipane, Trent Reznor, Atticus Ross, Johnathan Carter Cunningham | If I Can't Have Love, I Want Power | 2021 |
| You Asked for This | Ashley Frangipane, Trent Reznor, Atticus Ross, Greg Kurstin                | If I Can't Have Love, I Want Power | 2021 |
| Young God          | Ashley Frangipane                                                          | Badlands                           | 2015 |
| You Should Be Sad  | Ashley Frangipane, Greg Kurstin                                            | Manic                              | 2020 |

### Coverversionen
| Titel              | Autoren                                                                  | Album                                      | Jahr |
| ------------------ | ------------------------------------------------------------------------ | ------------------------------------------ | ---- |
| Could Have Been Me | Rick Parkhouse, Adam Slack, Luke Spiller, George Tizzard, Josh Wilkinson | Sing 2: Original Motion Picture Soundtrack | 2021 |
| I Walk the Line    | Johnny Cash                                                              | Badlands                                   | 2015 |